# Ferrari P4/5 by Pininfarina
Ferrari P4/5 by Pininfarina — спорткар, созданный в 2006 году итальянским автопроизводителем Ferrari, но переработанный Pininfarina для кинорежиссёра Джеймса Гликенхауса, сына биржевого магната Сета Гликенхауса. 
Первоначально это был автомобиль Enzo Ferrari, созданный в 2003 году, но владелец Джеймс Гликенхаус предпочёл стиль гоночных автомобилей Ferrari 1960-х годов, серии P. Проект обошёлся Гликенхаусу в 4 миллиона долларов США и был официально представлен в августе 2006 года на выставке Pebble Beach Concours d'Elegance. В июле 2006 года нескольким веб-сайтам было разрешено публиковать изображения глиняной модели. 

## Разработка
В марте 2005 года компания Pininfarina обратилась к Гликенхаусу и спросила, не заинтересован ли он в заказе единственного в своём роде автомобиля. Андреа Пининфарина, внук основателя компании, позже сказал: «Ferrari 612 Kappa и этот P4/5 являются первыми. Но мы хотим развивать этот бизнес», указывая на то, что Pininfarina заинтересована в производстве других уникальных автомобилей. Гликенхаус ответил, что хотел бы современную Ferrari P, и в июне того же года он подписал контракт с Pininfarina на производство автомобиля, включая цену около 4 миллионов долларов США, хотя в интервью он сказал: «Я чувствую, что они дали мне больше, чем я ожидал». Гликенхаус купил последний непроданный Enzo Ferrari и, получив автомобиль, отвёз его в Pininfarina для переделки по аналогии со своим P4, который он также доставил в Pininfarina. Руководитель команды по стилю Pininfarina, Кен Окуяма сказал, что «Pininfarina хотела держаться подальше от ретро-дизайна и двигаться в сторону более прогрессивно мыслящего суперкара», поскольку они были в восторге от возможности построить автомобиль, а не просто спроектировать его.
Проектирование Ferrari P4/5 началось в сентябре 2005 года с эскизов Джейсона Кастриоты, которые прошли через компьютерную скульптуру и строгие испытания в аэродинамической трубе. Более 200 компонентов были разработаны специально для автомобиля. Большинство компонентов, включая двигатель и трансмиссию, модифицированы по сравнению с оригинальным Enzo Ferrari. Идентификационный номер транспортного средства (VIN) не отличается от номера Enzo, от которого он был получен. P4/5 был публично представлен 18 августа 2006 года на выставке Pebble Beach Concours d'Elégance, затем в конце сентября 2006 года автомобиль был представлен на Парижском автосалоне.
Лука Кордеро ди Монтедземоло, увидев P4/5, почувствовал, что автомобиль заслуживает того, чтобы быть официально обозначенным как Ferrari. Монтеземеоло, вместе с Андреа Пининфарина и Джеймсом Гликенхаусом, согласились, что официальное название будет «Ferrari P4/5 by Pininfarina». Тед Уэст написал статью в журнале Car and Driver о том, как P4/5 стал «Туринским зверем».
В сентябре 2009 года Гликенхаус объявил о своём намерении участвовать в гонке 24 часа «Нюрбургринга» на новой версии P4/5 в 2010 году. Автомобиль, получивший название SCG P4/5 Competizione, не был переделкой P4/5, а вместо этого был совершенно новым автомобилем с шасси Ferrari, VIN и трансмиссией, произведёнными под собственным автомобильным брендом Scuderia Cameron Glickenhaus. Однако в мае 2010 года стало известно, что Competizione на самом деле будет участвовать в гонках в 2011 году на базе 430 Scuderia. Он должен быть разработан в соответствии со стандартами FIA GT2 и участвовать в гонках Scuderia Cameron Glickenhaus в экспериментальном классе под руководством Паоло Гареллы, бывшего руководителя специальных проектов Pininfarina. В 2011 году фирма Ferrari полностью дистанцировалась от проекта SCG P4/5 Competizione, отказавшись продавать детали для восстановления двигателя между гонками. В 2011 году автомобиль финишировал 39-м в гонке «24 часа Нюрбургринга» (после того, как загорелся), а в 2012 году выиграл свой класс и финишировал 12-м в общей сложности.

## Технические характеристики
Ferrari P4/5 может разгоняться от 0 до 100 километров в час за 3 секунды, что на 0,14 секунды быстрее, чем Enzo. Компания Pininfarina посчитала, что с более высокой передачей P4/5 может развивать максимальную скорость 362 км/ч. Автомобиль имеет лобовую площадь 1,906 м2, а острая передняя часть и плавные изгибы означают, что коэффициент аэродинамического сопротивления составляет 0,34 Кд. Масса P4/5 составляет 1200 кг, что на 280 кг меньше, чем Enzo.

### Интерьер
Интерьер P4/5 был разработан самим Гликенхаусом с помощью стереосистемы iPod nano и планшетного ПК, который оснащён не только GPS, но и 3D-моделью, а также полным списком деталей и руководством для удобства обслуживания. P4/5 также имеет улучшенный кондиционер по сравнению с Enzo и дугу безопасности из высокопрочного сплава, переработанную из-за того, что оригинал был слишком толстым и закрывал обзор Гликенхаусу. Сиденья изготовлены по индивидуальному заказу. Тела Гликенхауса и его сына были отсканированы, чтобы компания Pininfarina могла придать сиденьям форму для их комфорта, доступности и вида на дорогу (как в гоночных автомобилях). Каркас из композитного углеродного волокна обтянут чёрной сеткой и красной кожей, выбранной дочерью Гликенхауса. Компания Pininfarina переставила проводку автомобиля так, чтобы сделать автомобиль более простым в обслуживании и на 270 кг легче, чем Enzo.

### Экстерьер
Экстерьер автомобиля полностью изготовлен из пластика с углеродным волокном и по форме похож на Ferrari 330 P4, как и просил Гликенхаус, однако он был назван «движущейся историей гоночной ДНК Ferrari», разделяя элементы нескольких исторических автомобилей Ferrari, а не только 330 P4. Заднепетельные двери сконструированы таким образом, что даже на скорости 260 км/ч нет шума ветра. Улучшенная аэродинамика даёт автомобилю большую прижимную силу, но при этом меньшее сопротивление, чем у Enzo, что делает автомобиль более устойчивым, чем Enzo, на высоких скоростях.

### Силовая установка
P4/5 оснащён двигателем Ferrari F140 B V12 с углом наклона 65°, который также применялся в Enzo Ferrari. Рабочий объём составляет 5998 см3, мощность — 485 кВт (651 л. с.) при 7800 об/мин, крутящий момент — 657 Н⋅м при 5500 об/мин, а красная зона — 8200 об/мин. Двигатель имеет по 4 клапана на каждый цилиндр и сочетается в паре с шестиступенчатой автоматизированной трансмиссией, которая управляется с помощью чёрных подрулевых переключателей. Имеется две кнопки указателей поворота, по одной с каждой стороны рулевого колеса.

### Шасси
Спереди и сзади расположены углеродно-керамические антиблокировочные дисковые тормоза Brembo диаметром 340 мм. Диаметр алюминиевых колёсных дисков составляет 510 мм. Передние шины имеют коды ZR 255/35, а задние — ZR 335/30.